# Польовий-1
Польови́й-1 (рос. Полевой-1) — селище у складі Верхньокамського району Кіровської області, Росія. Входить до складу Лісного міського поселення.
Населення становить 47 осіб (2010, 95 у 2002).
Національний склад станом на 2002 рік — росіяни 88 %.